# Museo Salesiano Vicente Rasetto
El Museo Salesiano Vicente Rasetto está ubicado en los ambientes del Colegio Salesiano de Huancayo.
Tiene cuatro áreas organizadas: Arqueología, Historia Natural, Textiles y Entomología. 
El museo cuenta con 1789 piezas de arqueología, 4 730 especies de la fauna nacional, 1451 especies de fauna extranjera y 1494 monedas nacionales y extranjeras.

## Historia
El padre Vicente Rasetto Bargero, fundador del museo, empezó su labor con unos animales taxidermizados, dando como inicio a un museo escolar para el servicio del plantel y con la autorización del padre Alejandro Santisteban, director del Colegio Salesiano de Huancayo.
En 1973, al celebrarse las Bodas de Oro de la fundación del Colegio, el padre Rasetto hizo gestiones a la Congregación Salesiana para llevar a Huancayo lo que quedaba del Museo de la "Escuela Normal Salesiana" de Chosica que quedaba de funcionar, con éstas donaciones se implementó el material museográfico.
El padre Rasetto realizó viajes a las regiones de la selva y al haber desaparecido del antiguo internado del colegio, se dispuso de este local (unos 500 m²) para su ampliación, por lo que se realiza una segunda inauguración el 15 de diciembre de 1977, en convenio con la Tercera Región de Educación Junin, se abrió las puertas al público, turistas y estudiantes del país.
El 27 de marzo de 1990 el Ministro de Agricultura emite la resolución n.º 075 90 UNA XVIJ, disponiendo la inscripción del Museo Salesiano a la red nacional de museos, registrándolo bajo inciso F del art. 135 del Decreto Supremo n.º 158-77-AC.
El año 2000, solo dos años después del fallecimiento del Padre en el año de 1998, la promoción del aquel año del colegio Salesiano "Santa Rosa" de Huancayo, llevó el nombre del padre como nombre para toda la promoción llamándose de esta manera "Vicente Rasetto Bargero" como homenaje a la gran labor que realizó toda su vida por la juventud Salesiana y de Huancayo, la cual dejó un busto en una escultura de piedra con todos los nombres de los integrantes de la promoción.
El museo también contó con apoyo científico de profesionales y universidades como es la Universidad Ricardo Palma. fue un gran sitio